# سولاميث جولدهابر
سولاميث جولد هابر (بالعبرية: שולמית גולדהבר 4 تشرين الثاني 1923 – 11 كانون الأول 1956) عالمة في فيزياء الطاقة العالية والمطيافية الجزيئية. جولد هابر خبيرة على مستوى العالم بتفاعلات الكاون K+ mesons مع النُّويَّات وقامت بالعديد من الاكتشافات المتعلقة بها.

## السيرة الذاتية
وُلدت جولد هابر في 4 تشرين الثاني 1923 في فيينا بالنمسا. ونشأت في فلسطين بعد هجرة عائلتها من النمسا. درست في الجامعة العبرية في القدس حيث التقت بزوجها المستقبلي جيرسون جولد هابر. تخرجت جولد هابر بدرجة ماجستير عام 1947 وتزوجت جيرسون في العام نفسه.
انتقل الزوجان جولد هابر إلى الولايات المتحدة لمتابعة الدكتوراه في جامعة ويسكنسون-ماديسون حيث مُنِحا الدرجة عام 1951. انتقل الزوجان برفقة ابنهما آموس ناثانيل إلى جامعة كولومبيا في مدينة نيويورك حيث عمل جيرسون في قسم الفيزياء. أما سولاميث فبالرغم من درجتها في الكيمياء الفيزيائية فقد وجدت عملاً كمساعدة للبروفيسور جاك شتاينبيرجر، لتعمل معه على ما سُمِّي فيما بعد تجارب الطاقة العالية في مخبر نيفيس في كولومبيا.
حصلت جولد هابر على الجنسية الأمريكية عام 1953. انتقل الزوجان جولد هابر إلى بيركلي في كاليفورنيا عام 1953 حينما حصل جيرسون على وظيفة أستاذ مساعد في جامعة كاليفورنيا. في حين كانت تعمل جولد هابر مسبقاً في الكيمياء الفيزيائية، كانت قادرة على الانتقال إلى فيزياء الطاقة العالية وتشكل تعاوناً مع زوجها بالعمل على المستحلب النووي. أمِل الزوجان جولد هابر في أن يستعملا تقنية المستحلب النووي الخاصة بهما في بيفاترون المفتتح حديثا – في حينها كان مسرع الجزيئات الفعال الأعلى طاقة – ومن خلال طريقتها لاحظا بعض أوائل التفاعلات بين الكاونات K- mesons والبروتونات.
باستخدام البيفاترون وتقنية المستحلب النووي كانت جولد هابر أول من لاحظ تشطُّر الكتلة في هايبرونات E المشحونة إضافة إلى التفاعلات النووية الأولى للبروتون المضاد.
في الستينات أدرك الزوجان جولد هابر أن عليهما البدء باستعمال غرفة الفقاقيع لمتابعة دراساتهما بدلا من المستحلب النووي لذا قاما بتشكيل «مجموعة جولد هابر - تريلنغ Goldhaber-Trilling Group» مع جورج ترلنغ  أصبحت جولد هابر بسرعة خبيرة مشهورة في فيزياء غرفة فقاقيع الهيدروجين مستحقة بذلك قائمة طويلة من الدعوات لكتابة أوراق بحثية وإلقاء محاضرات في المؤتمرات. كان الزوجان جولد هابر هما أول من قاس غزل الكاون K* meson وأول من درس الإنتاج المتزامن لأزواج الحالات الطنينية. واخترعا أيضاً المخطط المثلثي ليساعدهما في أبحاثهما. في أول هذه الفترة كان الزجان جولد هابر زميلين في مؤسسة فورد في المنظمة الأوروبية للأبحاث النووية (سيرن) CERN حيث شاركا كمؤلفين مشاركين مع ب. بيترز في أحد تقارير المنظمة.
كانت جولد هابر كثيرة الطلب كمتحدثة في المؤتمرات العلمية نظراً لبراعتها في مجالها ولقدرتها على التعبير عن نفسها بوسامة. أعطت جولد هابر محاضرة هامة في مؤتمر روششستر عام 1965 حددت الانتقال من التجارب المبنية على الأشعة الكونية إلى التجارب المبنية على مسرع الجزيئات في دراسة الجسيمات الغريبة. في خريف عام 1965 أخذ الزوجان جولد هابر استراحة للسفر حول العالم وزيارة مخابر الطاقة العالية وإعطاء المحاضرات. توقفا أولا في أوكسفورد للمؤتمر الأوروبي لفيزياء الطاقة العالية المنعقد كل سنتين ومن ثم للمنظمة الأوروبية لأبحاث النووية (سيرن) وبذلك استطاعت جولد هابر مناقشة طرق صناعة قياسات فيلم أوتوماتيكية بجهاز هوف-بويل لبيركلي. ثم سافر الزوجان جولد هابر إلى أنقرة لإمضاء شهر في مؤسسة وايزمان للتحضير لمحاضرات التي ستعطيها سولاميث في مدراس بالهند.
في مدراس أصيبت جولد هابر بسكتة دماغية. وكشفت جراحة استكشافية عن ورم دماغي متنامٍ. وماتت دون أن تستعيد وعيها في 11 كانون الأول 1965.
كان لجولد هابر ابن واحد من زوجها اسمه آموس. بقيت مذكورة بين زملائها وأصدقائها «كعالمة بارزة ومدبرة منزل ومضيافة وزوجة مخلصة وأم».

## الجوائز والتشريفات
- عضوة سيجما كاي [4]
- 1964-1965 زمالة غوغينهايم [4][5]
- 1960-1961 زمالة مؤسسة فورد[4]